# 宋玉生廣場
宋玉生廣場（葡萄牙語：Alameda Dr. Carlos d'Assumpção）是位於澳門新口岸、紀念澳門已故土生葡人宋玉生的街道。宋玉生廣場所在地區是商廈林立之地區，橫跨新、舊填海區，但當中不乏文娛設施，其中有：宋玉生公園、何賢公園、澳門旅遊局和澳門教科文中心等。

## 主要設施

### 宋玉生公園
宋玉生公園乃為紀念獲視為當代澳門傑出人士宋玉生（號稱「大地之子」）而興建的。自1996年開始，正式對外開放。

### 何賢公園
何賢公園的興建為紀念1983年辭世的澳門華人領袖何賢紳士，於1993年7月建成對外開放。

## 鄰近
- 孫逸仙大馬路
- 友誼大馬路
- 置地廣場
- 羅理基博士大馬路
- 北京街
- 巴黎街